# スター・バンド
スター・バンド（Star Band）はセネガルの音楽グループ。
1960年代、首都ダカールで結成され、1970年代、実力、人気ともにオーケストラ・バオバブ、オルケスタル・ナンバーワンと並ぶ、セネガルのトップ・バンドとして君臨した。

## ディスコグラフィー
- Star Band De Dakar Vol. 1～12 (1980)
- Star Band De Dakar et Youssou N'Dour  (?)